# Козловка (Куйбишевський район)
Козловка (рос. Козловка) — присілок в Куйбишевському районі Калузької області Російської Федерації.
Населення становить 38 осіб. Входить до складу муніципального утворення Село Жерелево.

## Історія
Від 2004 року входить до складу муніципального утворення Село Жерелево.

## Населення
| 2002 | 2010 |
| ---- | ---- |
| 58   | ↘38  |